# Mare de Déu de Loreto d'Ulldecona
Mare de Déu de Loreto d'Ulldecona és una església d'Ulldecona (Montsià) protegida com a bé cultural d'interès local.

## Descripció
Ermita situada a la sortida sud de la població, en el creuament entre el camí de l'Olivera i l'antiga carretera comarcal de Vinaròs. Edifici de planta rectangular, formada per una estança quadrada que comunica a l'exterior mitjançant dues portes laterals allindades. A la façana hi ha un finestral i un porxo delimitat per tres grans arcades de mig punt sobre pilars de secció quadrada. Té coberta de volta de creueria en el porxo, amb nervis sobre mènsules. El finestral de la façana està tancat per vidre i reixa; a sobre hi ha un escut del baró de Purroy. La teulada és a quatre vessants i amb ràfec sortit. Al centre de la teulada hi ha un campanar d'espadanya d'una obertura. L'interior de la capella ha estat refet modernament amb una taula-altar i una imatge de la verge. Els murs són de maçoneria arrebossada excepte en les estructures portants i els emmarcaments de les obertures.

## Història
No es coneixen referències documentals que ens puguin indicar l'època en què es va construir. Només resta constància d'un pagament en el llibre de contes municipals de l'any 1764, en el que es diu: "Item a MN. Francisco de Giner obtentor del beneficio de Matheo Ortells, fundado en la Ermita de Nuestra Señora de Loreto de esta villa... 64 regles y 20 marabedís". Hom la qualificat com a gòtica, atenent a la volta de creueria. No obstant, la llarga pervivència de l'estil gòtic fa descartar la possibilitat que aquest edifici sigui posterior als segles XIV-XV (entre aquestes centúries es dona la llegenda del trasllat de la casa de la Verge a la població italiana de Lloret). L'escut, a la façana, del baró de Purroy, pot fer referència al promotor de l'edifici.
L'any 1966 l'edifici va ser restaurat, ja que es trobava en un avançat estat degradació.